# Dentex abei
Dentex abei is een straalvinnige vissensoort uit de familie van zeebrasems (Sparidae). De wetenschappelijke naam van de soort is voor het eerst geldig gepubliceerd in 2007 door Iwatsuki, Akazaki & Taniguchi.